# Doras carinatus
Doras carinatus är en fiskart som först beskrevs av Carl von Linné 1766.  Doras carinatus ingår i släktet Doras och familjen Doradidae. Inga underarter finns listade i Catalogue of Life.